# Lady Pank
Lady Pank est un groupe de rock populaire polonais, fondé en 1982 à Wroclaw par Jan Borysewicz et Andrzej Mogielnicki. Son premier tube fut "Mała Lady Punk" (Petite Lady Punk).

## Discographie
- Lady Pank (1983)
- Ohyda (1984)
- Drop Everything (1985) MCA Records
- LP 3 (1986)
- O dwóch takich, co ukradli Księżyc cz. I (1986)
- O dwóch takich, co ukradli Księżyc cz. II (1987)
- Tacy sami (1988)
- Zawsze tam, gdzie ty (1990)
- Lady Pank '81-'85 (1992)
- Nana (1994)
- "Mała wojna" akustycznie (1995)
- Ballady (1995)
- Gold (1995)
- The Best of Lady Pank (1990)
- Międzyzdroje (1996)
- Zimowe graffiti (1996)
- W transie (1997)
- Łowcy głów (1998)
- Koncertowa (1999)
- Złote przeboje (2000)
- Nasza reputacja (2000)
- Besta Besta (2002)
- The Best - "Zamki na piasku" (2004)
- Teraz (2004)
- Strach się bać (2007)
- Maraton (2011)

### Membres actuels (depuis 2001)
- Jan Borysewicz - guitare, chant (1981)
- Janusz Panasewicz - chant (1982)
- Kuba Jabłoński - batterie (1994)
- Krzysztof Kieliszkiewicz - basse (1994)
- Michał Sitarski - guitare (2001)